# Župnija Bogojina
Župnija Bogojina je rimskokatoliška teritorialna župnija dekanije Lendava škofije Murska Sobota. Župnijska cerkev je cerkev Gospodovega vnebohoda. 
Župnija se nahaja na področju, kjer prehaja Ravensko v Goričko. Njena naselja so:
- Bogojina s središčno cerkvijo Gospodovega vnebohoda in kapelo svetega Urbana
- Bukovnica s kapelo Svetega križa
- Filovci, kjer je kapela Marije Pomočnice. To so kraji župnije Bogojina.
- Ivanci z novo kapelo svetega Janeza Krstnika
- Strehovci s kapelama svetega Jožefa in svetega Vida

Do 7. aprila 2006, ko je bila ustanovljena škofija Murska Sobota, je bila župnija del Pomurskega naddekanata, ki je bila del škofije Maribor.